# Le Château de l'apocalypse
Le Château de l'apocalypse est une série de Télé-réalité sur National Geographic Channel, montrant la vie de Brenton Bruns et ses cinq enfants, se  préparant pour la fin du monde, dans un château, qu'ils construisent près de Pickens en Caroline du Sud. L'émission est une série dérivée de Doomsday Preppers ; Bruns et son château ont été initialement présentés sur la saison 2 lors de l'épisode No Such Thing as a Fair Fight.
Bruns, construit un château pour survivre à une impulsion électromagnétique ; depuis ce château, il peut survivre sans électricité et se défendre contre les maraudeurs. Il a commencé avec un bunker en 1999, et il l'a continuellement agrandi. Bruns affirme que sa propriété est couverte de pièges et ses voisins sont « des survivalistes entrainés, avec plein de fusils ».

## Émissions

### Saison 1 (2013)
| Numéro d'épisode | Titre original           | Titre français                 | Date de diffusion |
| ---------------- | ------------------------ | ------------------------------ | ----------------- |
| 01               | Before the Flood         | Au travail !                   | 13 août 2013      |
| 02               | Stone from a Sling       | A la chasse                    | 20 août 2013      |
| 03               | Water from a Stone       | Attaque surprise               | 27 août 2013      |
| 04               | Learn to Fear Me         | Un pour tous et tous pour un ! | 3 septembre 2013  |
| 05               | Be Fruitful and Multiply | Un serpent pour le dîner       | 10 septembre 2013 |
| 06               | The Stranger That Cometh | Des intrus dans le château     | 17 septembre 2013 |
| 07               | Escape To The Mountain   | Balade en montagne             | 24 septembre 2013 |
| 08               | The Days of the Siege    | L'ultime test                  | 1er octobre 2013  |